# ويليام جاكسون كونروي
ويليام جاكسون كونروي هو سياسي كندي، ولد في 1849، وتوفي في 15 ديسمبر 1915.